# Vrachonisída Sergítsi
Vrachonisída Sergítsi är en ö i Grekland.   Den ligger i prefekturen Nomós Lésvou och regionen Nordegeiska öarna, i den östra delen av landet, 260 km nordost om huvudstaden Aten. Arean är 1,2 kvadratkilometer.
Terrängen på Vrachonisída Sergítsi är lite kuperad. Öns högsta punkt är 135 meter över havet. Den sträcker sig 1,1 kilometer i nord-sydlig riktning, och 1,7 kilometer i öst-västlig riktning.  Trakten runt Vrachonisída Sergítsi består till största delen av jordbruksmark.